# Carlo Allioni
Carlo Allioni (23 de septiembre de 1728 en Turín, 30 de julio de 1804 Turín) fue un médico, naturalista y botánico italiano.

## Biografía
Hijo del médico consultor del rey Vittorio Amedeo II Carlo Ludovico Allioni se graduó en medicina en Turín en 1747 y fue admitido en el Colegio de Médicos; Inicialmente se dedicó al ejercicio de la profesión, incluso consiguió el puesto de jefe médico del rey Víctor Amadeo III. Pronto, sin embargo, le llamó la atención las Ciencias Naturales y, en particular, el estudio de las especies botánicas. Su nombre, de hecho, es más recordado por sus estudios y su trabajo en el campo de la botánica.
Enseñó botánica en la Universidad de Turín y dirigió el jardín botánico de Turín.
En 1766 editó su Manipulus Insectorum Tauriniensium.
La obra principal de Carlo Allioni fue Flora Pedemontana, sive enumeratio methodica stirpium indigenarum Pedemontii, 1789, un registro de las plantas del Piamonte. En esta obra se describieron 2813 especies de plantas, alrededor de 237 hasta entonces desconocidas. Esta obra tiene láminas de dibujos en blanco y negro de las especies y presentan, tempranamente para su tiempo, la nomenclatura linneana.

## Obra

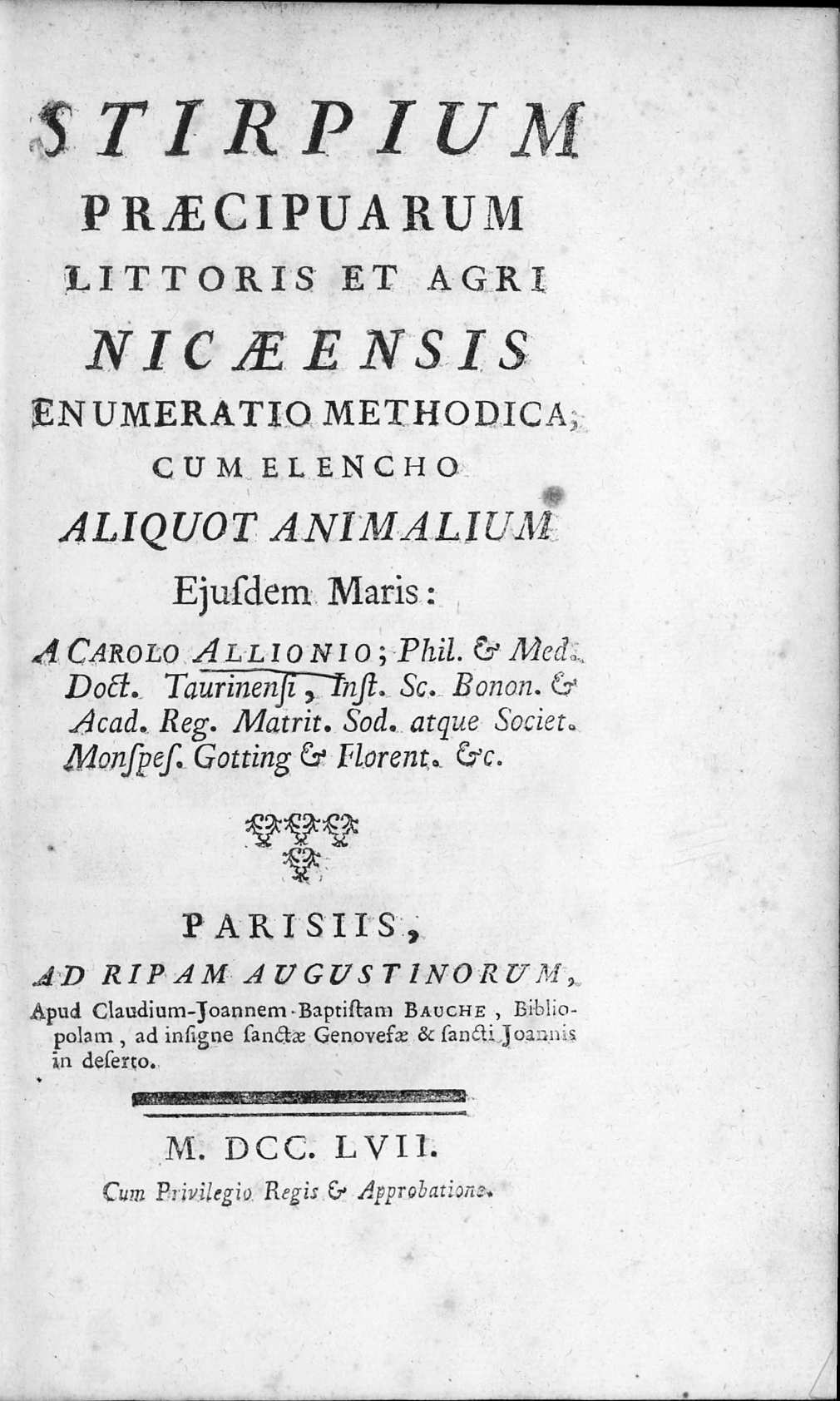
Stirpium praecipuarum littoris et agri Nicaeensis enumeratio methodica, 1757

- Rariorum Piemontii Stirpium Specimen primum, Turín (1755)
- Stirpium praecipuarum litoris et agri Nicaensis, Turín (1755)
  - Stirpium praecipuarum littoris et agri Nicaeensis enumeratio methodica (en latín). Paris: Jean Baptiste Claude Bauche (2.). 1757.
- Tractatio de milliarum origine, progressu, natura et curatione, (1758).
- Manipulus Insectorum Tauriniensium, Turín (1766)
- Auctarium ad Floram Pedemontanam, Turín (1785)
- Flora Pedemontana, sive enumeratio methodica stirpium indigenarum Pedemontii, Turín (1789)
- Ragionamento sopra la pellagra, colla risposta del signor dottore Gaetano Strambio, Turín (1795)

## Honores

### Membresías
- Abril de 1758: electo Fellow of the Royal Society.[1]

### Eponimia
En su honor se nombró al género Allionia (en el orden Caryophyllales y la familia Nyctaginaceae que tiene 290 especies repartidas en 33 géneros ) dentro de esta familia, el conocido género Bougainvillea.
También se nombraron en su honor las especies:

- Arabis allionii DC.
- Jovibarba allioni (Jord. & Fourr.) D.A.Webb
- Primula allioni Loisel.
- Veronica allionii Vill.

- La abreviatura «All.» se emplea para indicar a Carlo Allioni como autoridad en la descripción y clasificación científica de los vegetales.[2]

## Abreviatura (zoología)
La abreviatura Allioni  se emplea para indicar a Carlo Allioni como autoridad en la descripción y taxonomía en zoología.